# Moussa Jaalouk
Moussa Jaalouk (arab. ‏موسى جعلوك‎, ur. 18 października 1940 w Andamit) – libański narciarz alpejski, uczestnik Zimowych Igrzysk Olimpijskich 1968.
Najlepszym wynikiem Jaalouka na zimowych igrzyskach olimpijskich jest 80. miejsce w gigancie podczas Zimowych Igrzysk Olimpijskich 1968 we francuskim Grenoble.
Jaalouk nigdy nie wystartował na mistrzostwach świata.
Jaalouk nigdy nie wystartował w zawodach Pucharu Świata.

## Osiągnięcia

### Zimowe igrzyska olimpijskie
| Igrzyska      | Konkurencja | Czas    | Wynik | Zwycięzca         |
| ------------- | ----------- | ------- | ----- | ----------------- |
| Grenoble 1968 | Gigant      | 4:33.43 | 80.   | Jean-Claude Killy |
| Grenoble 1968 | Slalom      | -       | DNQ   | Jean-Claude Killy |